# سپرپوزه
سپرپوزه (نام علمی: Peltorhamphus) نام یک سرده از راسته کفشک‌ماهی است.

## گونه‌ها
این سرده شامل سه گونه است:
- حلوای لکه‌دار G. D. James, 1972 (Speckled sole)
- ماهی حلوای نیوزیلندی آلبرت گونتر, 1862 (New Zealand sole)
- کفشک سپرپوزه G. D. James, 1972